# Otto Kestner
Otto Kestner, ursprungligen Cohnheim, född 30 maj 1873 i Breslau, död 21 februari 1953 i Hamburg, var en tysk fysiolog. Han var son till Julius Cohnheim.
Kestner blev extraordinarie professor i Heidelberg 1903 och ordinarie professor i Hamburg 1919. Hans forskning berörde huvudsakligen näringsfysiologin. Kestner upptäckte 1901 enzymet erepsin i tarmsaften.